# Лацо, Ян
Ян Ла́цо (словац. Ján Laco; род. 1 декабря 1981, Липтовски-Микулаш, Среднесловацкий край) — словацкий хоккеист, вратарь.

## Карьера
Карьеру профессионального хоккеиста начал в родном городе Липтовски-Микулаш в 2000 году, где играл до 2005 года, затем провел 2 года в ХК «Кошице». В 2007 году вернулся в родной клуб. 
С 2008 по 2010 год выступал за ХК «Зволен», где по показателям надежности был одним из лучших вратарей словацкой экстралиги. В 2010 году был приглашен в ХК «Лев» из Попрада, однако команда не смогла выступить в чемпионате КХЛ и сезон Ян Лацо отыграл в ХК «Нитра». С 2011 года являлся основным вратарем ХК «Лев», а по окончании сезона КХЛ 2011/2012 подписал контракт с украинским «Донбассом» из Донецка. В 2014—2016 годах играл за клуб КХЛ «Барыс».
В составе сборной Словакии стал серебряным призёром чемпионата мира 2012 года, где словаки в финале уступили сборной России (2:6).
Завершил карьеру в мае 2020 года.

## Статистика
```
Сезон    Клуб                                И    КН    %
2000-01  Липтовски Микулаш  	             6    1   92,0
	 Липтовски Микулаш П-О               1    4   60,0    
2001-02  Липтовски Микулаш                  14   2,57 86,1
2002-03  Липтовски Микулаш                   -    -     -
2003-04  Липтовски Микулаш                  23   2,83 89,2
         Липтовски Микулаш П-О               2   3,0  91,4
2004-05  Липтовски Микулаш                  42   2,52 91,5
         ХК Кошице                           7   1,26 95,8
         ХК Кошице П-О                       8   3,11 91,2
2005-06  ХК Кошице                          36   2,14 91,1
         ХК Кошице П-О                       8   1,50 91,5
2006-07  ХК Кошице                          16   2,62 92,0
2007-08  Липтовски Микулаш                  32   3,18 90,7
2008-09  ХК Зволен                          46   2,39 92,7
         ХК Зволен П-О                      12   2,27 94,1
2009-10  ХК Зволен                          37   2,63 92,3
         ХК Зволен П-О                       4   2,50 93,8
2010-11  ХК Нитра                           32   3,06 90,5
         ХК Нитра П-О                        5   3,68 91,1
2011-12  ХК Лев                             50   2.57 91.5

 
```